# (5801) Vasarely
(5801) Vasarely est un astéroïde de la ceinture principale.

## Description
(5801) Vasarely est un astéroïde de la ceinture principale. Il fut découvert le 26 janvier 1984 à l'Observatoire Kleť par Antonín Mrkos. Il présente une orbite caractérisée par un demi-grand axe de 2,37 UA, une excentricité de 0,10 et une inclinaison de 4,2° par rapport à l'écliptique.

## Étymologie
Cet astéroïde est nommé en l'honneur de Victor Vasarely.

## Compléments